# Perovics Zoltán
Perovics Zoltán (Pero) (Dombóvár, 1966. május 15. –) a szegedi Egyetemi Színház tagjaiból alapított Metanoia Artopédia Színház alapító rendezője, színész, díszlettervező. Együttesének célja: "... Visszatérni ahhoz, ami az emberben tiszta és egyszerű...". A hazai független művészeti műhelyek között, művészeti műfajokat ötvöző előadásaival egyedülálló formanyelvet képvisel. Filmez, zenével foglalkozik és publikál.  A szegedi Grand Café mozitermében, valamint időnként a Régi Zsinagógában tartanak bemutatókat.

## Élete
A dombóvári Gárdonyi Géza Általános Iskola befejezését követően a szekszárdi 505. sz. Ipari Szakmunkásképző Intézetben szerszámkészítő végzettséget szerzett, a szegedi Radnóti Miklós Gimnázium esti tagozatán érettségizett.

## Munkássága
Rendezéseihez mechanikus installációkat, tárgy-szobrokat készít, kiállít és publikál. Experimentális színháza a hazai független művészeti műhelyek között, művészeti műfajokat ötvöző előadásaival egyedülálló formanyelvet képvisel. Rendezéseit, objektumainak Metanoia Lomtárát Hollandia, Szerbia, Szlovákia, Csehország, Románia, Lengyelország, Németország, Oroszország, Fehéroroszország, Franciaország és Belgium városainak művészeti eseményein fogadták elismeréssel. Jelenleg egy Színházi Laboratórium, Kiállítótér és Műterem elindítását készíti elő Szegeden, amelynek működtetéséhez támogatókat keres.

### A Metanoia Artopédia Színház darabjai
- Artaud, a mumus - 2020
- Diotima Szókratész bírái előtt - 2019
- Artopédlandia - művészet ellenes - anti-művészet ellenes - művészet - 2019
- Nakonxipánban hull a hó - 2019
- Szókratész védőbeszéde - 2018
- Artopéd paradoxon - feljegyzések a jövőről - 2017
- Artopéd esztétika - 2017
- Artopéd Balansz kiállítás - Tektonikus lemezeim performansz - 2016

### Artopéd vizuális rádió - archívum
- Én tökéletes vagyok – tudattalan történet - 2015
- Jég-doktrínák - variációk a náci retorikára - 2013
- Metanoia Lomtár (overunderground), Szeged, Reök-palota - 2007
- Védett állatok (eksztázis-objektum), Fekete doboz a Műcsarnokban, beépítés - 1999
- Védett állatok (eksztázis-objektum), Fekete doboz a Műcsarnokban - 1999
- Védett állatok (eksztázis-objektum), Szeged, Régi Zsinagóga - 1998
- Védett állatok (eksztázis-objektum), Lakás-tér - 1997
- Öregek otthona, Stúdió '96 - Magyar Televízió, interjúrészlet - 1996
- Átkozott történet a MU Színházban - 1995

## Filmjei
- Saul fia - 2015
- Az úr elköszön - 2010
- József és testvérei - Jelenetek a parasztbibliából - 2004
- Árnyékszázad - 1993[3]

## Kiállításai
- Párizs - 2019
- Budapest - 2018
- Metanoia Lomtár - meditációs objektumok hendikepje az újvidéki SULUV Galériában - 2018
- Metanoia Lomtár - meditációs objektumok hendikepje a Budapest Galériában - 2018
- Hommage à BAUHAUS 100 – performansz, kiállítás - 2019
- Ortopéd balansz. Ó Szeged, Szeged! (meditációs objektum) - installáció - 2004
- Túlment (harminc méter) - meditációs objektum, Krakkó - 2001

## Tagsága
- Metanoia Artopédia Színház - 1990

## Díjak, elismerések
- Szegedért emlékérem - 2016